# Горст-Дітер Геттгес
Горст-Дітер Геттгес (нім. Horst-Dieter Höttges, нар. 10 вересня 1943, Менхенгладбах — 22 червня 2023) — німецький футболіст, що грав на позиції захисника.
Майже протягом усієї кар'єри виступав за «Вердер», у якому став легендою та допоміг клубу виграти національний чемпіонат, а також національну збірну ФРН, у складі якої ставав золотим, срібним та бронзовим призером чемпіонатів світу, а також чемпіоном Європи.

## Клубна кар'єра
Розпочав займатись футболом у командах «Блау-Вайс» (Баал) (1957–1959) та «Рейдтер СВ» (1959–1960).
В 17 років став гравцем менхенгладбаської «Боруссії». Після трьох років в молодіжній команді, Геттгес був включений в основний склад, де відіграв повний сезон 1963/64 у другому за рівнем дивізіоні країни, взявши участь у 30 матчах чемпіонату. По його завершенні перейшов в бременський «Вердер», оскільки тренер «жеребців» Ханнес Вайсвайлер вважав, що захаснику потрібно рухатися далі, а у Менхенгладбасі він це робити не зможе.
У «Вердері» Горст користувався величезним успіхом у головного тренера Віллі Мультаупа. У першому ж своєму сезоні став чемпіоном ФРН. Після цього сезону його запримітив головний тренер «бундестіма» Гельмут Шон, якому дуже сподобалася непоступливість та небоязнь захисника йти до кінця. Захисник у новій команді отримав промовисте прізвисько «Айзенфус» (нім. «залізна нога») за свою непоступливу та жорстку манеру гри. Крім того Геттгес відмовився свого часу від спокусливих пропозицій «Гамбурга» та «Штутгарта», а також не захотів поїхати наприкінці кар'єри на заробітки в США де йому пропонували десятикратну, щодо його бременських доходів, зарплату.
Горст-Дітер Геттгес залишився вірним «Вердеру» до кінця кар'єри і пообіцяв, що з ним «Вердер» ніколи не вилетить з вищого дивізіону. Всього за клуб Горст-Дітер зіграв 14 сезонів (420 матчів, забивши в них 55 м'ячів) і виконав свою обіцянку — команда так жодного разу і не вилетіла з Бундесліги, хоч і була кілька разів близька до цього. Геттгес грав і переднього центрального, і ліберо, страхував крайніх оборонців. Через рік після завершення кар'єри «Айзенфуса», рекордсмена серед бременських польових гравців за кількістю матчів за клуб, «Вердер» вилетів в нижчий клас.
Після завершення кар'єри Горст грав в аматорських клубах «СВ Обербеккзен» (1978–1979) і «ТСВ Ахім».

## Виступи за збірну
Геттгес дебютував у складі національної збірної Німеччини 13 березня 1965 року в товариському матчі проти збірної Італії, який проходив в Гамбурзі на стадіоні «Фолькпаркштадіон» та завершився з рахунком 1:1.
У складі збірної був учасником чемпіонату світу 1966 року в Англії, де разом з командою здобув «срібло», чемпіонату світу 1970 року у Мексиці, на якому команда здобула бронзові нагороди, чемпіонату Європи 1972 року у Бельгії, здобувши того року титул континентального чемпіона, чемпіонату світу 1974 року у ФРН, здобувши того року титул чемпіона світу.
Останній матч за збірну провів 22 червня 1974 року на тому ж стадіоні в Гамбурзі проти збірної НДР. Матч закінчився поразкою з рахунком 0:1.
Протягом кар'єри у національній команді, яка тривала 10 років, провів у формі головної команди країни 66 матчів, забивши 1 гол.

## Статистика

### Клубна
| Чемпіонат | Чемпіонат                  | Чемпіонат         | Ліга | Ліга |
| Сезон     | Клуб                       | Ліга              | Ігри | Голи |
| Німеччина | Німеччина                  | Німеччина         | Ліга | Ліга |
| --------- | -------------------------- | ----------------- | ---- | ---- |
| 1963-64   | «Боруссія» (Менхенгладбах) | Регіоналліга (ІІ) | 30   | 0    |
| 1964-65   | «Вердер»                   | Бундесліга        | 29   | 1    |
| 1965-66   | «Вердер»                   | Бундесліга        | 31   | 5    |
| 1966-67   | «Вердер»                   | Бундесліга        | 30   | 3    |
| 1967-68   | «Вердер»                   | Бундесліга        | 33   | 9    |
| 1968-69   | «Вердер»                   | Бундесліга        | 31   | 6    |
| 1969-70   | «Вердер»                   | Бундесліга        | 31   | 3    |
| 1970-71   | «Вердер»                   | Бундесліга        | 22   | 1    |
| 1971-72   | «Вердер»                   | Бундесліга        | 28   | 3    |
| 1972-73   | «Вердер»                   | Бундесліга        | 29   | 3    |
| 1973-74   | «Вердер»                   | Бундесліга        | 31   | 6    |
| 1974-75   | «Вердер»                   | Бундесліга        | 31   | 6    |
| 1975-76   | «Вердер»                   | Бундесліга        | 30   | 4    |
| 1976-77   | «Вердер»                   | Бундесліга        | 32   | 2    |
| 1977-78   | «Вердер»                   | Бундесліга        | 32   | 3    |
| Країна    | Німеччина                  | Німеччина         | 450  | 55   |
| Всього    | Всього                     | Всього            | 450  | 55   |

### Збірна
| Збірна ФРН | Збірна ФРН | Збірна ФРН |
| Роки       | Ігри       | Голи       |
| ---------- | ---------- | ---------- |
| 1965       | 8          | 0          |
| 1966       | 12         | 0          |
| 1967       | 6          | 0          |
| 1968       | 5          | 0          |
| 1969       | 6          | 1          |
| 1970       | 10         | 0          |
| 1971       | 1          | 0          |
| 1972       | 7          | 0          |
| 1973       | 8          | 0          |
| 1974       | 3          | 0          |
| Всього     | 66         | 1          |

## Титули і досягнення
- Чемпіон ФРН (1):

«Вердер»: 1964-65
- Чемпіон Європи (1):

ФРН: 1972
- Чемпіон світу (1):

ФРН: 1974
- Віце-чемпіон світу: 1966
- Бронзовий призер чемпіонату світу: 1970